# 록맨 (캐릭터)
록맨(Rockman, ロックマン)은 캡콤이 제작한 비디오 게임 시리즈 록맨의 주인공이다. 1987년 첫 록맨 게임의 기획자인 키타무라 아키라가 창작했으며, 당시 아티스트였던 이나후네 케이지가 아키라의 픽셀 아트를 토대로 현재 록맨의 모습을 완성했다.
패미컴 시절 데뷔 이후 록맨은 캡콤을 대표하는 마스코트의 입지에 올랐으며, 비디오 게임 산업에서 가장 유명한 아이콘으로 성장했다.
록맨 11에서부터는 더블 기어를 사용하는데,
하나는 스피드 기어, 하나는 파워 기어이다.
록맨 게임중에는 록맨 록맨 11 록맨 대우가 제일 좋다.
100년 후의 록맨의 후계자 (?) 라고 불리는 자는 이 링크를 참조하길.